# Jesús Garza
Jesús Ángel Garza García (Monterrey, 6 giugno 2000) è un calciatore messicano, difensore del Tigres UANL.

## Carriera
Cresciuto nel settore giovanile del Tigres UANL, debutta in prima squadra il 25 luglio 2021, in occasione dell'incontro di Liga MX vinto per 1-2 contro il Club Tijuana.

## Statistiche

### Presenze e reti nei club
Statistiche aggiornate al 4 marzo 2023.
| Stagione           | Squadra            | Campionato         | Campionato | Campionato | Coppe nazionali | Coppe nazionali | Coppe nazionali | Coppe continentali | Coppe continentali | Coppe continentali | Altre coppe | Altre coppe | Altre coppe | Totale | Totale |
| Stagione           | Squadra            | Comp               | Pres       | Reti       | Comp            | Pres            | Reti            | Comp               | Pres               | Reti               | Comp        | Pres        | Reti        | Pres   | Reti   |
| ------------------ | ------------------ | ------------------ | ---------- | ---------- | --------------- | --------------- | --------------- | ------------------ | ------------------ | ------------------ | ----------- | ----------- | ----------- | ------ | ------ |
| 2021-2022          | Tigres UANL        | LM                 | 6          | 0          |                 | -               | -               |                    | -                  | -                  | LC          | 0           | 0           | 6      | 0      |
| 2022-2023          | Tigres UANL        | LM                 | 19         | 0          |                 | -               | -               | CCL                | 0                  | 0                  |             | -           | -           | 19     | 0      |
| Totale Tigres UANL | Totale Tigres UANL | Totale Tigres UANL | 25         | 0          |                 | -               | -               |                    | 0                  | 0                  |             | 0           | 0           | 25     | 0      |
| Totale carriera    | Totale carriera    | Totale carriera    | 25         | 0          |                 | -               | -               |                    | 0                  | 0                  |             | 0           | 0           | 25     | 0      |